# Jaap de Hoop Scheffer
Pour les articles homonymes, voir Scheffer.
Jakob Gijsbert de Hoop Scheffer, dit Jaap de Hoop Scheffer (en néerlandais : [ˈjaːb də ɦoːp ˈsxɛfər] ), né le 3 avril 1948 à Amsterdam, est un diplomate, universitaire et homme d'État néerlandais. Membre de l'Appel chrétien-démocrate (CDA), il dirige le parti de 1997 à 2001, puis est ministre des Affaires étrangères dans les deux premiers cabinets de Jan Peter Balkenende en 2002 et 2003. Il devient secrétaire général de l'OTAN en 2004 et accomplit un mandat de cinq ans avant de se retirer de la vie politique.

## Éléments personnels

### Formation et carrière diplomatique
Jakob Gijsbert de Hoop Scheffer achève ses études secondaires en 1967, et obtient sept ans plus tard un doctorat de droit à l'université de Leyde, aux Pays-Bas. En 1976, il entreprend une carrière de diplomate en devenant secrétaire de l'ambassade des Pays-Bas à Accra pour deux ans, après quoi il décroche un poste de secrétaire à la représentation permanente néerlandaise auprès de l'Organisation du traité de l'Atlantique nord (OTAN), qu'il occupe jusqu'en 1980.
Cette année-là, il revient à La Haye et prend les fonctions de secrétaire particulier du ministre des Affaires étrangères. Il a ainsi servi le libéral Chris van der Klaauw, le social-démocrate Max van der Stoel, et les chrétiens-démocrates Dries van Agt, ministre intérimaire, et Hans van den Broek. Il met un terme à sa carrière en 1986, et enseigne, depuis 2009, la politique internationale et les pratiques diplomatiques à l'université de Leyde.

### Vie privée
Mariée à Jeannine de Hoop Scheffer, qu'il épouse en 1974 à Bruxelles, il est père de deux filles et vit à La Haye. Il est en outre de confession catholique romaine.

## Vie politique

### Premiers mandats à la Seconde Chambre
Après avoir été adhérent du parti des Démocrates 66 (D'66) de 1979 à 1982, il rejoint l'Appel chrétien-démocrate (CDA) en 1982 et est élu quatre ans plus tard représentant à la Seconde Chambre. En 1992, il est porté à la présidence de la commission parlementaire des Affaires étrangères, puis est désigné vice-président du groupe parlementaire du CDA le 13 décembre 1995.

### Chef de l'opposition
Le 27 mars 1997, Jaap de Hoop Scheffer est élu chef politique du CDA et président de son groupe parlementaire, devenant ainsi chef de l'opposition à la « coalition violette » alors dirigée par le social-démocrate Wim Kok.
Intronisé le 7 février 1998 chef de file du parti pour les élections législatives du 6 mai suivant, il recule de quatre points et cinq sièges, cédant sa place de deuxième parti du pays aux libéraux, partenaires de la coalition sortante. Il conserve toutefois la direction du parti et du groupe jusqu'au 1er octobre 2001, date à laquelle il est remplacé par Jan Peter Balkenende.

### Chef de la diplomatie
Lors des élections législatives du 15 mai 2002, le CDA retrouve son statut de première force politique et forme une alliance avec les populistes et les libéraux, dans laquelle Jaap de Hoop Scheffer est ministre des Affaires étrangères, à partir du 22 juillet suivant. L'alliance s'effondre dès le 16 novembre, et il est alors chargé d'exercer l'intérim jusqu'au 27 mai 2003, lorsqu'il est reconduit dans le cadre d'une coalition gouvernementale rassemblant les chrétiens-démocrates, les libéraux et les D66 formée à la suite des élections législatives du 22 janvier.

### Secrétaire général de l'OTAN
Le 22 septembre 2003, son nom est officiellement annoncé comme futur secrétaire général de l'OTAN. Il démissionne le 3 décembre suivant au profit de Ben Bot, représentant permanent des Pays-Bas à Bruxelles, auprès de l'Union européenne. Il prend officiellement ses fonctions le 1er janvier 2004. Son mandat, notamment marqué par l'adhésion de la Croatie et de l'Albanie, est prorogé de deux ans en 2007. Il quitte la direction de l'organisation le 31 juillet 2009, et se retire alors de la vie politique.

## Carrière privée
Au sortir de la fonction publique, il intègre le conseil d'administration d'Air France-KLM et deviendra plus tard président du conseil d'administration du Rijksmuseum Amsterdam. Il est également professeur en relations internationales à l'université de Leyde.
En 2015, s'exprimant au sujet de la crise migratoire en Europe, il avance que Viktor Orban « fait ce que l'Europe aurait dû faire ». Analysant la situation en Syrie et se déclarant contre Bachar el-Assad, il reconnaît cependant qu'« il ne fait pas de doute que les minorités chrétiennes soient mieux loties sous Assad que sous un régime sunnite extrémiste ».
Le 22 juin 2018, il est fait ministre d'État par le roi Willem-Alexander.